# Солов'ївка (Василівський район)
Солов'ї́вка — село в Україні, у Роздольській сільській громаді Василівського району Запорізької області. Населення становить 112 осіб. До 2017 року орган місцевого самоврядування — Високівська сільська рада.

## Географія
Село Солов'ївка розташоване за 91 км від обласного центру та 35 км від районного центру. Найближчі сусідні села: Новолюбимівка (2,5 км) та за 3 км від села Суворе (3 км). За 15 км від села розташована найближча залізнична станція Пришиб.

## Історія
Село засноване у 1810 році німцями-менонітами. До 1945 року село мало назву Октоберфельд, у 1945—1967 роках — Веселе. Село досі на деяких картографічних ресурсах позначене, як Веселе.
22 листопада 2017 року, в ході децентралізації, Високівська сільська рада об'єднана з Роздольською сільською громадою Михайлівського району.
12 червня 2020 року, відповідно до розпорядження Кабінету Міністрів України № 713-р «Про визначення адміністративних центрів та затвердження територій територіальних громад Запорізької області», затверджено склад Роздольської сільської громади.
19 липня 2020 року, в результаті адміністративно-територіальної реформи та ліквідації Михайлівського району, село увійшло до складу Василівського району.